# Aristolochia yunnanensis
Aristolochia yunnanensis là một loài thực vật thuộc họ Aristolochiaceae. Đây là loài đặc hữu của Trung Quốc.